# Основы светской этики
Осно́вы све́тской э́тики — учебный предмет, включённый Министерством образования и науки Российской Федерации в школьную программу 4-го класса средней общеобразовательной школы в качестве федерального образовательного компонента в рамках курса «Основы религиозных культур и светской этики» сначала экспериментально в 19 регионах России — с 1 апреля 2010 года, а с 2012 года во всех регионах.

## Программа курса
На апрель 2010 года курс состоит из 4 блоков, блоки 1 и 4 — общие для всех учеников, изучающих курс Основы религиозных культур и светской этики, в который входит и модуль «Основы светской этики».
Первая половина курса (для 4-й четверти IV класса)
Блок 1. Введение. Духовные ценности и нравственные идеалы в жизни человека и общества. (1 час)
- Урок 1. Россия — наша Родина Россия

Блок 2. Основы религиозных культур и светской этики. Часть 1. (16 часов)
- Урок 2. Культура и мораль. Этика и её значение в жизни человека.
- Урок 3. Род и семья — исток нравственных отношений в истории человечества.
- Урок 4. Ценность родства и семейные ценности
- Урок 5. Семейные праздники как одна из форм исторической памяти.
- Урок 6. Образцы нравственности в культурах разных народов.
- Урок 7. Нравственный образец богатыря.
- Урок 8. Дворянский кодекс чести.
- Урок 9. Джентльмен и леди.
- Урок 10. Государство и мораль гражданина.
- Урок 11. Образцы нравственности в культуре Отечества.
- Урок 12. Мораль защитника Отечества.
- Урок 13. Порядочность. Интеллигентность.
- Урок 14. Трудовая мораль. Нравственные традиции предпринимательства.
- Урок 15. Что значит «быть нравственным» в наше время?
- Урок 16. Творческие работы учащихся.
- Урок 17. Подведение итогов.

Вторая половина курса (для 1-й четверти V класса)
Блок 3. Основы религиозных культур и светской этики. Часть 2. (12 часов).
- Урок 1 (18). Добро и зло.
- Урок 2 (19). Долг и совесть.
- Урок 3 (20). Честь и достоинство.
- Урок 4 (21). Смысл жизни и счастье.
- Урок 5 (22). Высшие нравственные ценности.
- Урок 6 (23). Идеалы.
- Урок 7 (24). Принципы морали.
- Урок 8 (25). Методика создания морального кодекса в школе.
- Урок 9 (26). Нормы морали. Этикет.
- Урок 10 (27). Этикетная сторона костюма. Школьная форма — «за и против».
- Урок 11 (28). Образование как нравственная норма.
- Урок 12 (29). Человек — то, что он из себя сделал. Методы нравственного самосовершенствования.

Блок 4. Духовные традиции многонационального народа России. (5 часов)
- Урок 30. Любовь и уважение к Отечеству. Патриотизм многонационального и многоконфессионального народа России.
- Урок 31. Подготовка творческих проектов.
- Урок 32. Выступление обучающихся со своими творческими работами: «Как я понимаю православие», «Как я понимаю ислам», «Как я понимаю буддизм», «Как я понимаю иудаизм», «Что такое этика?», «Значение религии в жизни человека и общества», «Памятники религиозной культуры (в моем городе, селе)» и т. д.
- Урок 33. Выступление обучающихся со своими творческими работами: «Мое отношение к миру», «Мое отношение к людям», «Мое отношение к России», «С чего начинается Родина», «Герои России», «Вклад моей семьи в благополучие и процветание Отечества (труд, ратный подвиг, творчество и т. п.)», «Мой дедушка — защитник Родины», «Мой друг», и т. д.
- Урок 34. Презентация творческих проектов на тему «Диалог культур во имя гражданского мира и согласия» (народное творчество, стихи, песни, кухня народов России и т. д.)